# Jamal al-Sharif

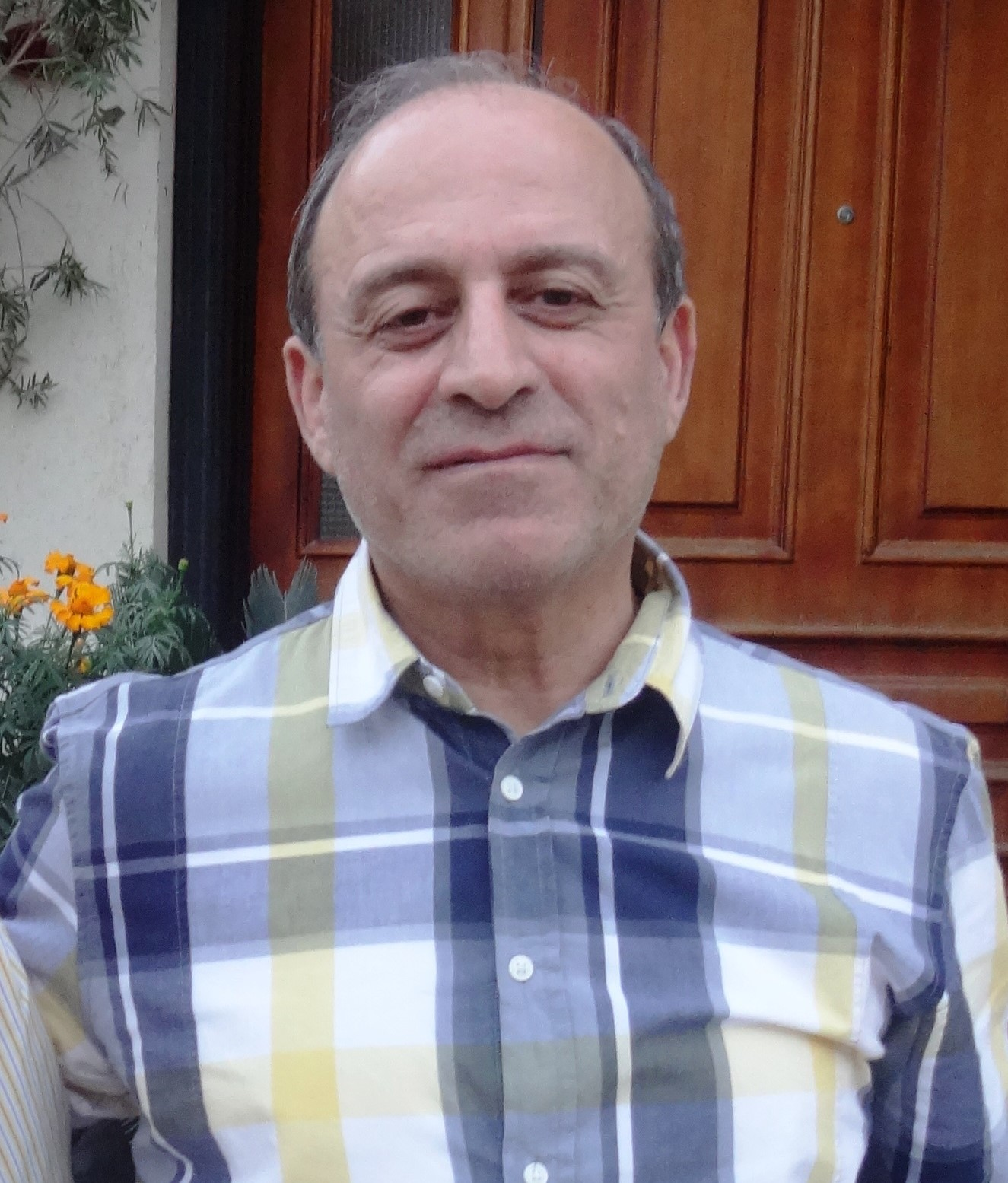
Jamal al-Sharif, 2015

Jamal al-Sharif (arabisch جمال الشريف, DMG Ǧamāl aš-Šarīf; * 8. Dezember 1954 in Damaskus) ist ein ehemaliger FIFA-Fußballschiedsrichter aus Syrien. Al-Sharif war in den 1990er Jahren einer der am häufigsten eingesetzten Schiedsrichter des Asiatischen Fußballverbandes AFC und nahm unter anderem an drei Weltmeisterschaften in den Jahren 1986, 1990 und 1994 teil. Insgesamt leitete er dort sechs Partien, darunter auch die Achtelfinalbegegnungen zwischen England und Paraguay (1986) sowie Mexiko und Bulgarien (1994). In letzterem Spiel zeigte der Syrer insgesamt zehn gelbe Karten – darunter jeweils Gelb-Rot gegen den Bulgaren Emil Kremenliew und den Mexikaner Luis García Postigo – und verhängte einen Elfmeter. Zudem kam er unter anderem bei den Asienmeisterschaften in 1992 und 1996, den Afrikameisterschaften von 1990 und 1994 sowie bei den Olympischen Spielen von Seoul 1988 zum Einsatz.